# フタバスズキリュウ
フタバスズキリュウ（双葉鈴木竜、学名：Futabasaurus suzukii ）は、後期白亜紀サントニアン期（約8500万年前）に日本近海に生息していた首長竜。爬虫類双弓類プレシオサウルス上科エラスモサウルス科に属する。日本国内で化石が初めて発見された首長竜として著名。発見から38年後の2006年にようやく新属新種として正式に記載された。模式標本（標本番号：NSM PV15025）は国立科学博物館に保管されており、化石のレプリカは福島県のいわき市石炭・化石館などに展示されている。

## 発見

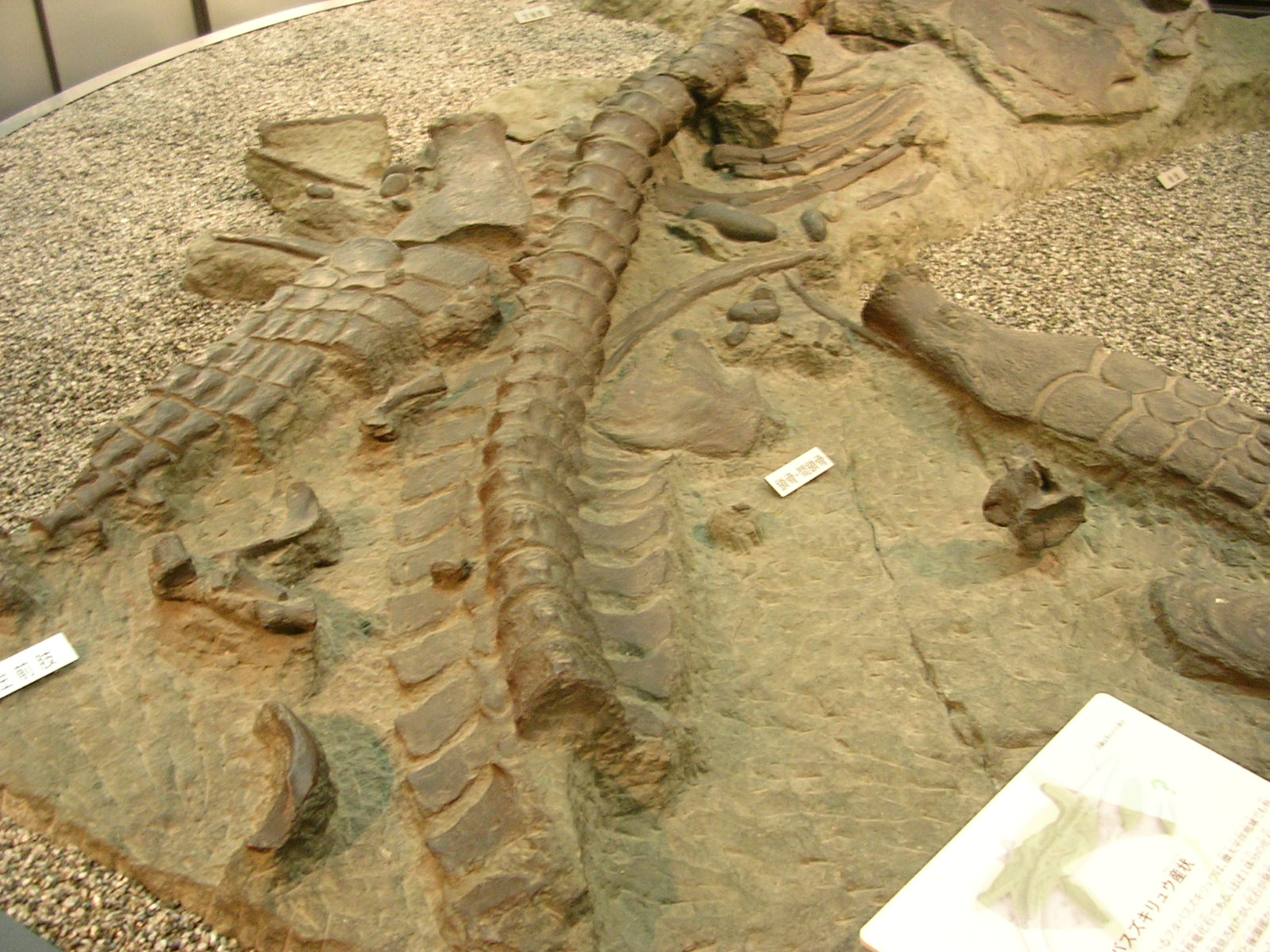
国立科学博物館に展示されているフタバスズキリュウの産状レプリカの一部（前肢や鎖骨・間鎖骨付近）。

フタバスズキリュウの化石は1968年（昭和43年）に、福島県いわき市大久町入間沢の大久川河岸で露出していた双葉層群玉山層入間沢部層（いりまざわぶそう）の Inoceramus amakusensis 帯から、当時高校生だった鈴木直によって発見された。この頃、各大陸に比べて面積が小さい日本列島では、首長竜や恐竜など中生代の大型爬虫類の化石が発見されることはないと考えられていた。フタバスズキリュウの発見により、こうした定説が覆され、専門家やアマチュア研究者による化石発掘が各地で盛んになった。
フタバスズキリュウは、他のエラスモサウルス科の種に比べて目と鼻の間がより離れていることや、脛骨が長いこと、鎖骨と間鎖骨の接合部分の形状などが識別点（他の種や属などと区別される特徴）であるとされる。
全長約7mに復元されている。首の部分の化石が失われているための推定値である。逆に、首以外のほとんど全身70%が化石として残っているのは稀有な標本である。

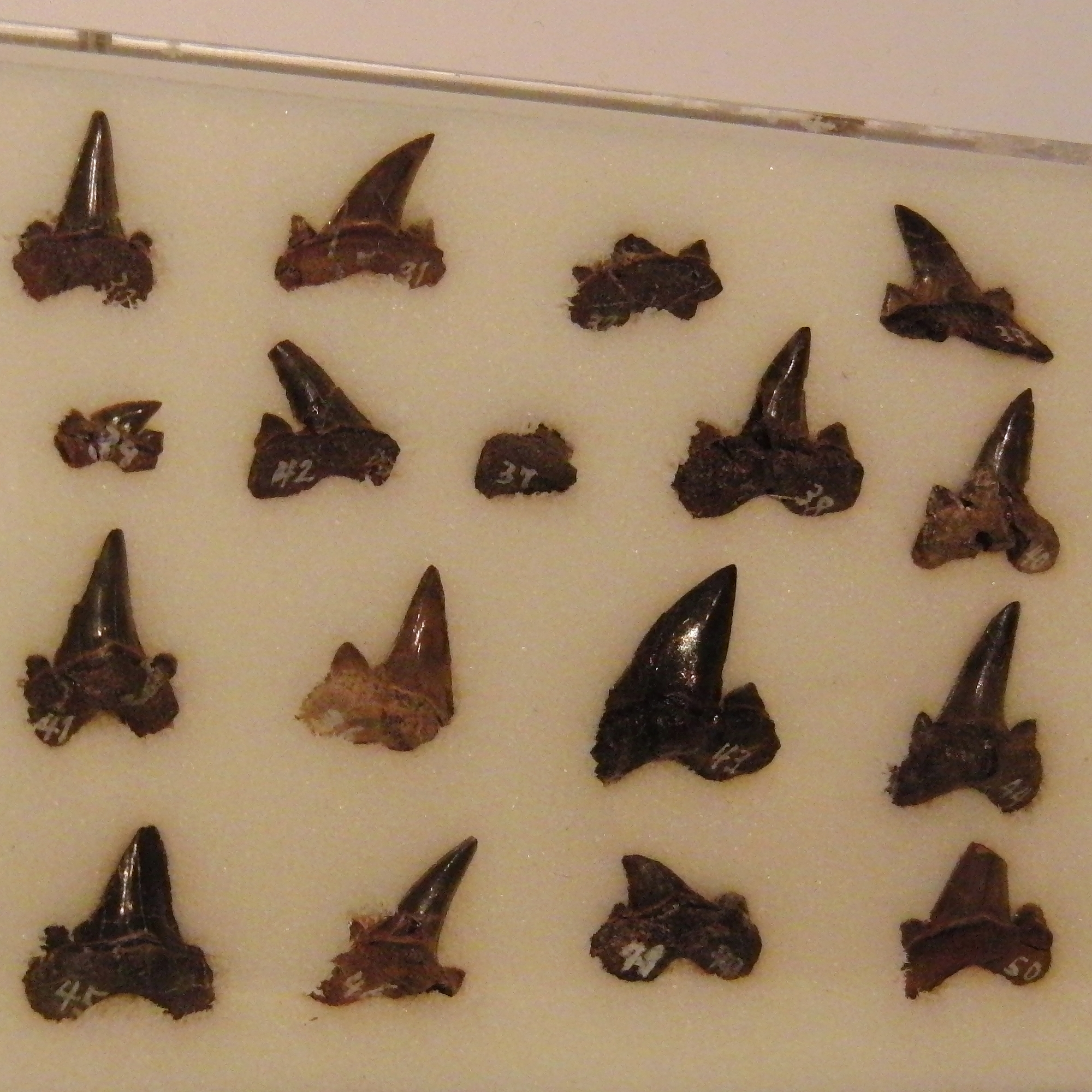
フタバスズキリュウとともに発見されたサメ（ネズミザメ類Cretalamna属）の歯の化石。国立科学博物館の展示。

フタバスズキリュウが発掘された際、付近から大量のサメの歯が発見され、一部は骨に刺さっていた。このことから、このフタバスズキリュウはサメに襲われた、あるいは死体にサメが群がったものと考えられている。
確実にフタバサウルス（フタバスズキリュウ）といえるのは最初の標本のみである。近隣では他の首長竜の部分化石が発見されており、フタバスズキリュウの同種と推定されているが部分化石のため種まで同定できていない。
なお、フタバスズキリュウとそれに続く巨大アンモナイトの発見によりいわき市北部には標本業者や学生が押し寄せるようになり、無秩序な発掘が問題化した。

## 命名
「双葉鈴木竜」という名は発見者の苗字「鈴木」と、発見された地層の「双葉」層群から名付けられている。発見直後に調査のため来日したサミュエル・ウェルズにちなんで「ウェルジオサウルス・スズキイ」という学名が提案されていたが、当時は新種かどうかの判断がつかず、発見後38年経った2006年（平成18年）5月に国立科学博物館の佐藤たまき特別研究員（当時）と真鍋真主任研究員、群馬県立自然史博物館の長谷川善和館長（当時）ら3人の研究チームによってようやく新属新種の首長竜と判明し、「Futabasaurus suzukii （フタバサウルス・スズキイ）」という学名で正式に記載された。
佐藤研究員はこの化石を「カレ」と呼ぶほどの熱意を持って研究に臨んでいたといい、「彼女がいなければ、正式な記載まで更に5年はかかったかもしれない」と長谷川館長が感想を述べている。この化石の雌雄は不明であるが、佐藤研究員は「私が好きになったんだからオスでしょう」と言い、勝手に「カレ」と呼んでいる。
ちなみにFutabasaurus（フタバサウルス）という名称は、これよりも早い1990年（平成2年）に双葉層群産のティラノサウルス類とみられる獣脚類（通称フタバリュウ）の学名として提唱されたことがあったが、学名に必要とされる記載文を伴ってはいなかった。命名規約上、このような名称は「裸名」(nomen nudum)と呼ばれ、学名としての適格性を持たず、先取権の原則も適用されないため、フタバスズキリュウの種としての記載の際に問題になることはなかった。
「クビナガリュウ（首長竜）」という日本語そのものが、フタバスズキリュウの発見に伴って長谷川善和が作った物。Plesiosauria（トカゲに似た物）は直訳しても意味がわからないし、「長頸竜」「蛇頸竜」などとも呼ばれていたが統一されてすらいなかった。それどころか、非学術の範疇では恐竜との区別さえ曖昧であった。

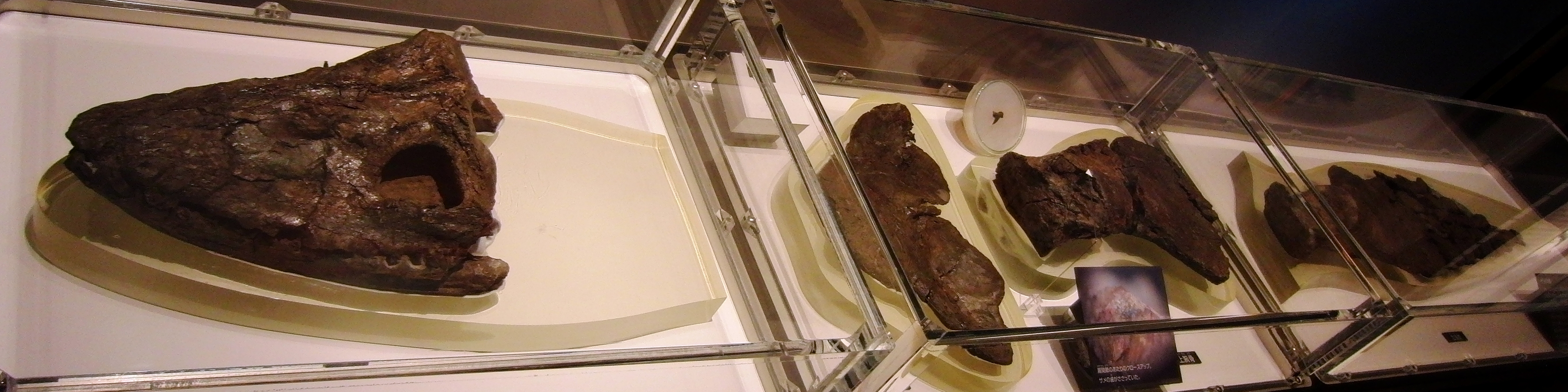
国立科学博物館に展示されているフタバスズキリュウの化石（実物）
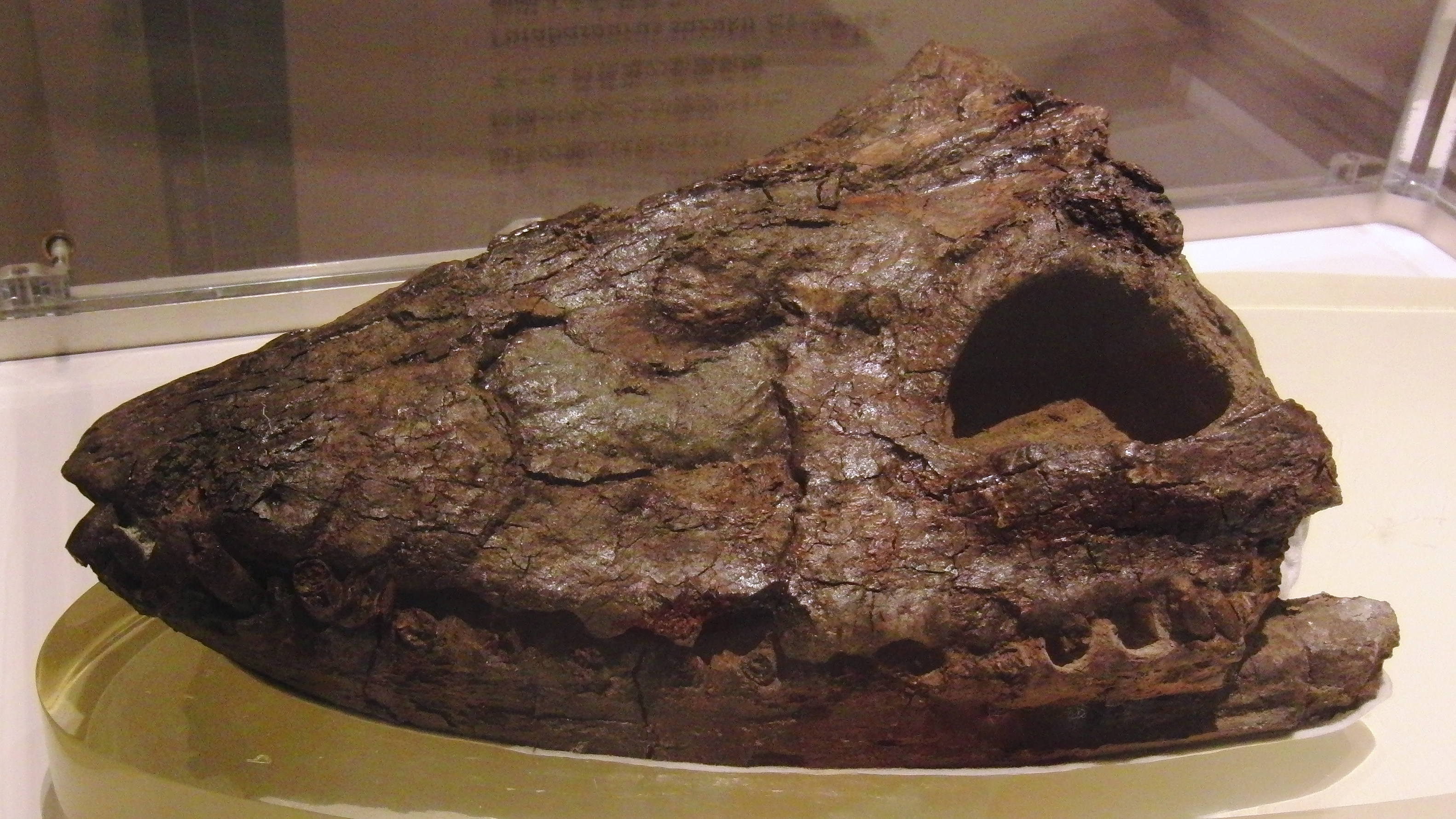
頭骨と下顎
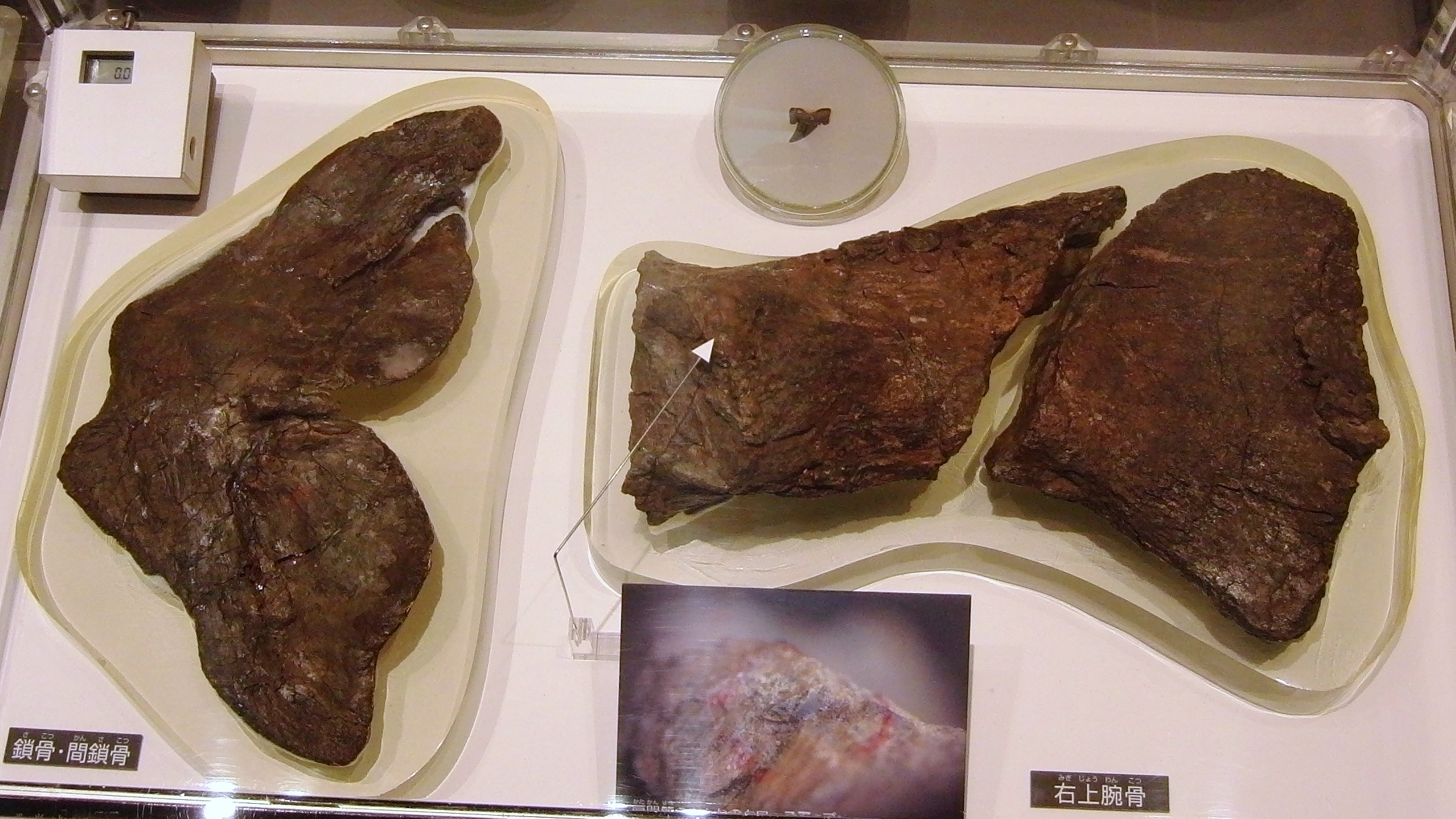
鎖骨・間鎖骨と右上腕骨
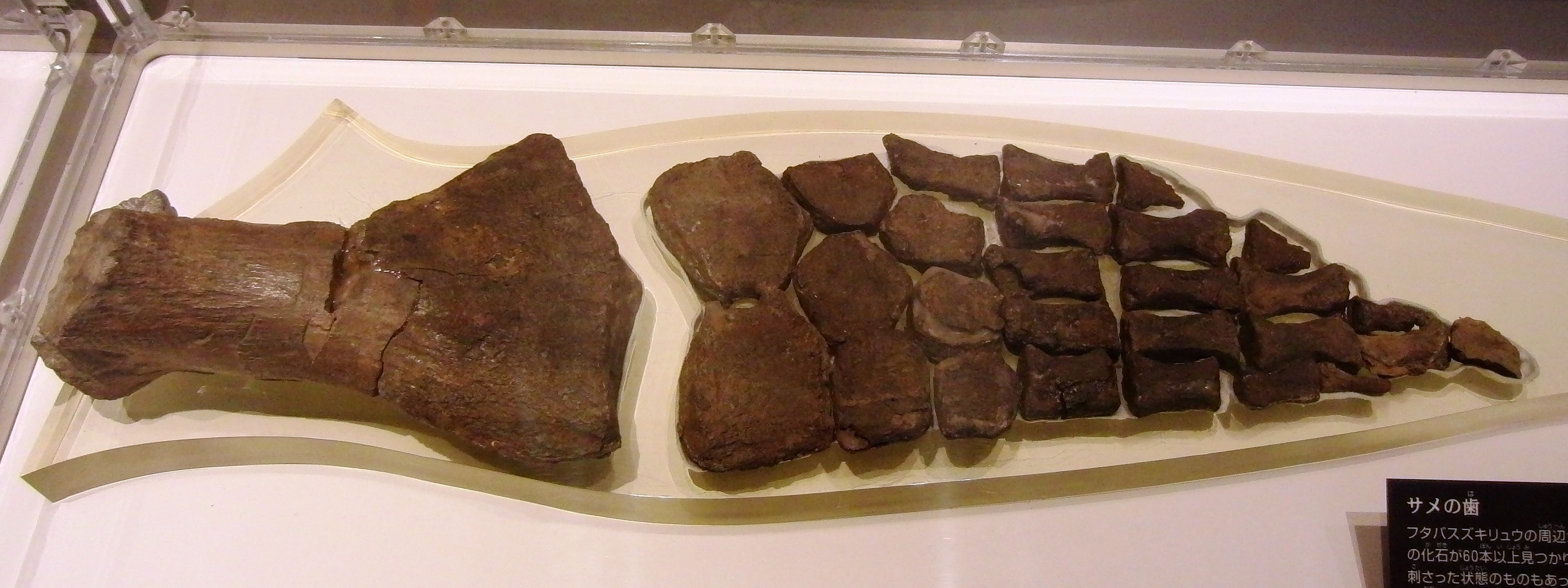
左後肢